# Gyergyay Árpád
Gyergyay Árpád (Kolozsvár, 1881. április 27. – Kolozsvár, 1952. április 1.) orvos, orvosi szakíró. A fül-orr-gégészeti vizsgálatok és azok betegségeinek gyógyítása területén ért el kiváló eredményeket. Gyergyay Ferenc Pál apja.

## Életpályája
Szülővárosában az Unitárius Kollégium neveltje (1899), orvosi oklevelét a kolozsvári egyetemen szerezte (1904), ahol a biológus Apáthy István, a belgyógyász Purjesz Zsigmond és a kórbonctanos Buday Kálmán tanítványa. Egészségtan-tanári, majd sebészműtői és tisztiorvosi minősítést is szerzett, később pedig megkezdte szakosodását a fül-orr-gégészetben. Ösztöndíjjal Bécsben, Freiburgban, Bernben, Bázelben szakklinikákon dolgozott, hazatérve a sebészeti klinika adjunktusa, 1916-tól egyetemi rendkívüli tanár; 1919 és 1940 között magánkórházat vezetett. 1940-től a fül-orr-gégészet professzora, 1943-tól az orvosi kar dékánja, 1945 után magángyakorlatot folytatott.
1940–1944 között a kolozsvári magyar egyetem tanára volt, de 1945-ben az igazoló eljárások során "politikailag megbízhatatlanként" eltávolították a tantestületből.
Gazdag gyakorlóorvosi és sebészi tevékenysége mellett már diákkorától tudományos munkát végzett. Első szakmai dolgozatát az Orvosi Hetilap közölte 1904-ben. Tudományos közleményei magyarországi (Orvosi Hetilap, Magyar Orvosi Archívum, Orvosképzés) és külföldi szaklapokban (párizsi, berlini, római, stockholmi, bécsi, lipcsei fül-orr-gégészeti közlönyökben) jelentek meg. Munkásságából kiemelkedik az orrgarat, a tuba és a hátsó orr-részek vizsgálómódszerének kidolgozása, ehhez különleges műszert gyártott. Eljárását külföldi szakértők is átvették. Behatóan tanulmányozta és elsőként írta le a fülkürt-mozgásokat, kidolgozta a hallószerv új boncolási módját, valamint önálló eljárását az orr és a melléküregek érzéstelenítésére; az 1940-es években új halláselmélet megteremtésére tett kísérletet.

## Emlékezete
A Házsongárdi temetőben, családi sírban nyugszik. A Magyar Unitárius Egyház nevezetes tagjai között tartja számon.

## Fontosabb munkái
- Új utak a fülkürt megismerésére (Budapest, 1932);
- Hanghullámok hatásmódja a csigára (Ifj. Gyergyay Árpáddal, Kolozsvár, 1947);
- Irányhallás. Távolsághallás. Térhallás (Ifj. Gyergyay Árpáddal, Kolozsvár, 1948).

## Társasági tagság
- Az EKE fürdőosztályának elnöke;
- Az EME Orvosi Szakosztályának tagja.
- A román, magyar, német, osztrák, francia, olasz fül-orr-gégészeti társaságok tagja.

## Díjak, elismerések
- Corvin-koszorú (1940)[2]